# No Mean City
No Mean City è il decimo album in studio del gruppo rock scozzese Nazareth, pubblicato nel 1979.

## Tracce
1. Just to Get into It – 4:24
2. May the Sunshine – 4:55
3. Simple Solution, Parts 1&2 – 4:59
4. Star – 4:55
5. Claim to Fame – 4:30
6. Whatever You Want Babe – 3:42
7. What's In It For Me – 4:19
8. No Mean City, Parts 1&2 – 6:32

## Formazione
- Dan McCafferty - voce
- Manny Charlton - chitarre
- Zal Cleminson - chitarre
- Pete Agnew - basso, cori
- Darrell Sweet - batteria